# قره‌باغی (هزاره)
قره‌باغی یک قبیله بزرگ از مردم هزاره در افغانستان است که بیشتر آنان از قره‌باغ ولایت غزنی هستند.

## نام
نام «قره‌باغی» برگرفته از «قره‌باغ» و مرکب از کلمهٔ ترکی «قره» به معنی «سیاه» و کلمهٔ فارسی «باغ» است که «باغ سیاه» معنی می‌دهد.